# 少康 (夏)
少康（しょうこう）は、夏朝の第6代帝。
父帝相は寒浞に殺された。少康の母で有仍氏の生まれである后緡は少康を孕んだ状態で出身地の有仍国に逃げ、そこで少康は生まれた。暫くは寒浞と息子の澆と豷に政治実権が掌握されていたが、少康や夏王朝の遺臣らが挙兵し、寒浞や二人の息子は殺害され、政治の実権は夏の帝室に戻った。
『竹書紀年』によると、少康元年（丙午の年）に諸侯の虞公が、二年に方夷が来訪し、十八年に都を原に遷したとされる。
子には七代目夏王の予、鄫に封じられた曲烈、『呉越春秋』越王無余外伝によると会稽に封じられ越王勾践の祖となった「無余」がいる。

## 越・倭との関係
『史記』越王勾践世家や『漢書』地理志粤地、『呉越春秋』によれば、少康の庶子である無余が会稽に封ぜられ、文身（入れ墨）・断髪したのが越の起源であるとされる。『漢書』によれば、文身断髪した理由は蛟竜の害を避けるためとされる。
『翰苑』巻30所引『魏略』逸文や『魏志倭人伝』にある倭人の習俗についての説明では、倭人が入れ墨を彫っているのは大魚や水鳥の害を防ぐためであるとして、この少康の子の故事が引き合いに出されている。